# Francisco Iglésias
Francisco Iglésias (Pirapora, 28 de abril de 1923 – Belo Horizonte, 21 de fevereiro de 1999) foi um historiador brasileiro.
Respeitado intelectual, destacou-se especialmente pelos estudos sobre a história econômica e social dos séculos XIX e XX. O seu estilo primoroso faz de seu texto um modelo literário.

## Vida
Filho de José Iglésias e de Josefa Fernández, imigrantes espanhóis, transferiu-se ainda jovem para Belo Horizonte, estudando no Ginásio Mineiro. A partir de 1941, integrou a primeira turma do curso de História e Geografia da Universidade de Minas Gerais, atual Universidade Federal de Minas Gerais, graduando-se em 1944. Ingressou como professor na mesma Universidade em 1949, tendo lecionado na Faculdade de Ciências Econômicas (UFMG) as cadeiras de História Econômica Geral e do Brasil. Tornou-se livre-docente em 1955, com a tese Política econômica do governo provincial mineiro (1835-1889). Nos anos seguintes, publicou diversos livros sobre temas de história econômica e história política. Aposentou-se em 1982.
Iglésias foi também co-fundador e redator da revista literária Edifício (1946), ao lado de amigos como Otto Lara Resende, Hélio Pelegrino, Sábato Magaldi, entre outros.

## Obras
- Política econômica do governo provincial mineiro (1835-1889). Rio de Janeiro: INL, 1958.
- Introdução à historiografia econômica. Belo Horizonte: FACE-UFMG, 1959.
- Periodização do processo industrial no Brasil. Belo Horizonte: FACE-UFMG, 1963. 114 p.
- História e ideologia. São Paulo: Ed. Perspectiva, 1971. 299p.
- História para vestibular e cursos de segundo grau. Belo Horizonte: Ed. Júpiter, 1973. 217 p.
- A Revolução Industrial. São Paulo: Ed. Brasiliense, 1981.
- Caio Prado Júnior. (Coleção Grandes Cientistas Sociais) São Paulo: Ed. Ática, 1982. 207 p.
- A industrialização brasileira. São Paulo: Ed. Brasiliense, 1985. ISBN 8511020985
- Constituintes e constituições brasileiras. São Paulo: Ed. Brasiliense, 1985.
- Trajetória política do Brasil: 1500-1964. São Paulo: Cia. das Letras, 1993. 316p. ISBN 8571643067
- Breve historia contemporánea del Brasil. Mexico: FCE, 1994. 310 p. ISBN 9681642619
- Historiadores do Brasil: capítulos de historiografia brasileira. Rio de Janeiro: Ed. Nova Fronteira; Belo Horizonte: Ed. UFMG, 2000. 256p. ISBN 8520910564
- História e Literatura: ensaios para uma história das ideias no Brasil. São Paulo: Ed. Perspectiva; Belo Horizonte: Cedeplar-UFMG, 2009. 334p. ISBN 9788527308588